# Iglesia de Nuestra Señora de la Candelaria y San Matías (Manatí)
La Iglesia de Nuestra Señora de la Candelaria y San Matías de Manatí es una iglesia del siglo XVIII de época de la Capitanía General de Cuba, situada en Manatí, Puerto Rico, EE. UU.
Fue incluido en el Registro Nacional de Lugares Históricos de Estados Unidos en 1984. 

## Historia
La iglesia fue edificada en 1729. Su construcción fue precedida por la capilla de la Candelaria, cuyo origen se remonta al siglo xvii, pudiendo ser incluso anterior a esa época. La iglesia fue inaugurada durante la visita a la región del obispo de Puerto Rico Sebastián Lorenzo Pizarro, por lo que es anterior a la propia fundación de la población de Manatí (1738). En 1775 la población se encontraba en auge y la iglesia fue considerada por Fernando Miyares González como la mejor de la isla de Puerto Rico.
En 1864 se llevaron a cabo obras de rehabilitación dirigidas por el ingeniero Ramón Soler.

## Descripción

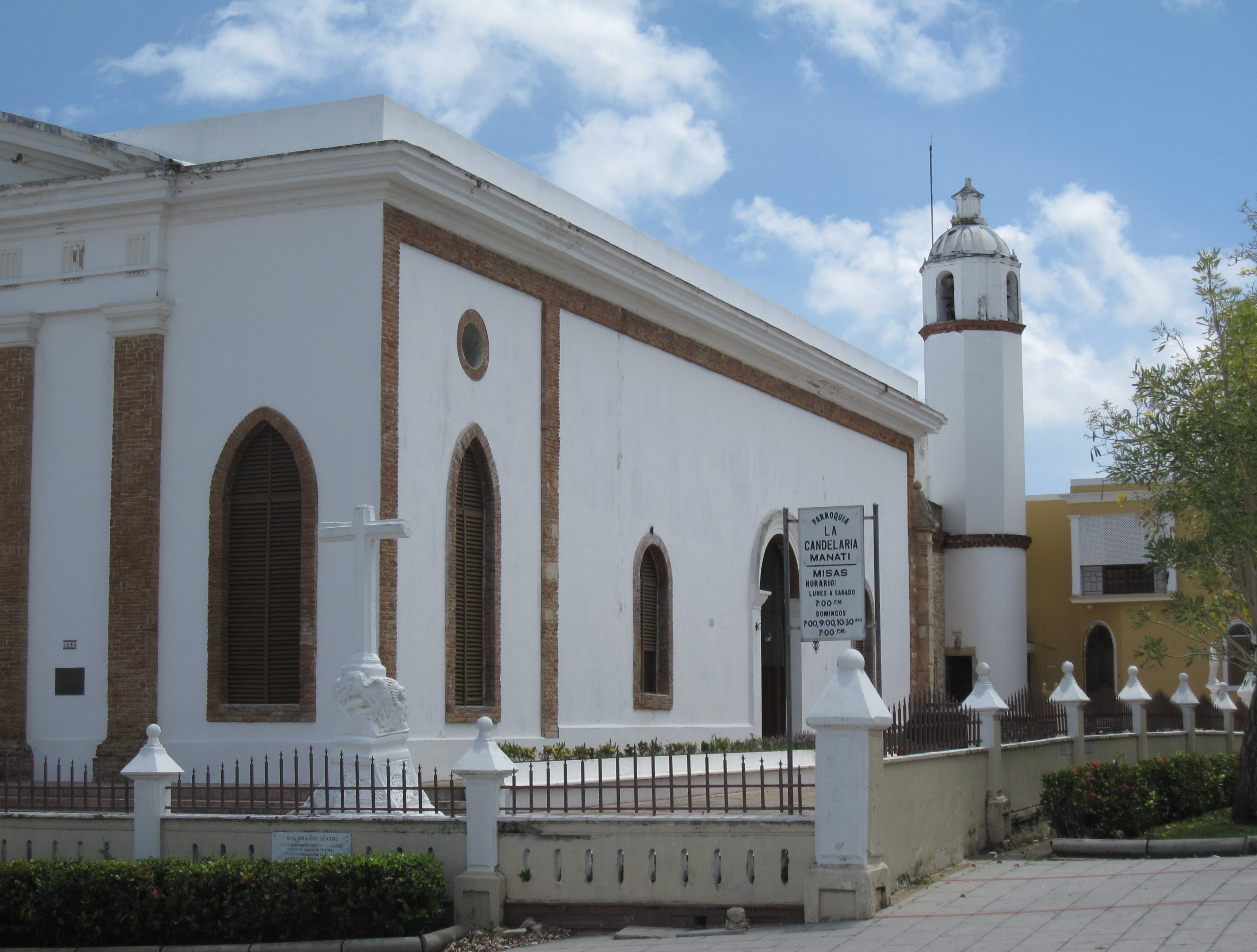
Torre del campanario

El edificio está construido en mampostería con ladrillo encalado. Consta de tres naves con arcadas de arcos de medio punto sobre pilastras cuadradas, con techo de madera de vigas expuestas. Tiene además un altar mayor y dos cúpulas en los dos salones a cada lado del altar. La torre del campanario en tres tramos, cilindro, octógono y cúpula con linterna. Su fachada tiene una puerta de medio punto flanqueada por cuatro pilastras de orden dórico coronada con entablamento clásico y frontón triangular, con hornacina. La capilla originaria estaba construida de mampostería, vigas de madera y tejado de tejas.
Fue incluido en el Registro Nacional de Lugares Históricos de Estados Unidos en 1984. Es una de las 31 iglesias revisadas para su inclusión en el Registro Nacional en 1984.